# Omineca (région)
Pour les articles homonymes, voir Omineca.
L'Omineca (en anglais Omineca Country, aussi appelé Omineca District ou plus simplement Omineca) est une région du nord de l'Intérieur de la Colombie-Britannique au Canada. Elle couvre principalement le bassin de la rivière Omineca ainsi que les territoires qui en permirent l'accès durant la ruée vers l'or de 1869.